# Selena Silver
Selena Silver (ur. 18 sierpnia 1979 w Sydney) – australijska aktorka filmów pornograficznych.

## Życiorys
Urodziła się i wychowała w Sydney w Australii.
W 2002 roku, w wieku 23 lat zadebiutowała w branży porno w filmie RealityKings.com Double Pumpage. Wkrótce pojawiła się w kolejnych pojawiła się w ponad 100 produkcjach pornograficznych, w tym Bella’s Perversions 3 (2003) z Belladonną, Joey Silvera’s New Girls 3 (2003) z Nacho Vidalem, Sodomy Cream Pies (2003) z Benem Englishem, Ten Little Piggies 4 (2004) z Mickiem Blue, Krystal Method (2004) z Randym Spearsem, Deep in Cream 5: Cum on In (2004) z Krisem Slaterem, Black in the Blondes 3 (2005) z Seanem Michaelsem, Secrets of the Hollywood Madam 2 (2005) z Evanem Stone’em, Sunrise Adams’ Redline (2005) z Tommym Gunnem oraz Double Impact 2 (2004) i Ass Takers 2 (2006) z Manuelem Ferrarą i Steve’em Holmesem.
W 2004 roku gościła w dwóch odcinkach programu Howarda Sterna.
Wystąpiła także w horrorze Frankenstein vs. the Creature from Blood Cove (2005) z Ronem Jeremym.

## Nagrody i nominacje
| Rok  | Nagroda                 | Kategoria                                                  | Film                         | Inni wykonawcy                           | Rezultat  |
| ---- | ----------------------- | ---------------------------------------------------------- | ---------------------------- | ---------------------------------------- | --------- |
| 2003 | CAVR Award              | Najlepsza nowa gwiazdka                                    | –                            | –                                        | Wygrana   |
| 2004 | CAVR Award              | Wykonawczyni roku                                          | –                            | –                                        | Nominacja |
| 2004 | CAVR Award              | Najlepsza realizacja dla dorosłych DVD – reżyser i aktorka | Selena Silver At Home (2003) | –                                        | Wygrana   |
| 2004 | Rog Awards              | Najlepsza nowa gwiazdka                                    | –                            | –                                        | Nominacja |
| 2005 | AVN Award               | Najlepsza scena seksu oralnego – wideo                     | Throat Gaggers 6 (2004)      | Tony T. i Jake Malone                    | Nominacja |
| 2005 | AVN Award               | Najlepsza scena seksu oralnego – wideo                     | Blow Me Sandwich 5 (2004)    | Brandon Iron i Katrina Kraven            | Nominacja |
| 2005 | 10th Annual CAVR Awards | Gwiazda roku                                               | –                            | –                                        | Nominacja |
| 2005 | XRCO Award              | Orgasmic Oralist                                           | –                            | –                                        | Nominacja |
| 2006 | AVN Award               | Najlepsza scena seksu samych dziewczyn – wideo             | War of the Girls (2005)      | Flower Tucci, Mari Possa i Samantha Ryan | Nominacja |